# دی.او.ام.
دی. او.ام. (انگلیسی: D.O.M.) که مخفف عبارت لاتین «Deo optimo maximo» (به معنای «برای بزرگ‌ترین و بهترین پروردگار») است، رستورانی در شهر سائو پائولو است که بر آشپزی برزیلی تمرکز داد و توسط سرآشپز برزیلی آلکس آتالا اداره می‌شود. دی.او.ام. که به استفاده از مواد اولیه غذایی برزیلی شهرت دارد، از سال ۲۰۰۶ توسط مجله رستوران به‌عنوان بهترین رستوران در آمریکای جنوبی برگزیده شده‌است و از سال ۲۰۰۶ در فهرست ۵۰ رستوران برتر جهان اس. پلگرینو قرار دارد. در ماه مه ۲۰۱۲، این رستوران به رتبه ۴ این فهرست معتبر دست یافت. در سال ۲۰۱۴ آلکس آتالا و رستورانش برنده جایزه انتخاب سرآشپزها شد. فصل دوم برنامه شفز تیبل یک قسمت خود را به وی و این رستورانش اختصاص داد.